# Austrammo
Austrammo és un gènere d'aranyes araneomorfes de la família dels ammoxènids (Ammoxenidae). Fou descrit per primer cop l'any 2002 per Platnick.

## Taxonomia
L'any 2016, segons el World Spider Catalog, el gènere tenia quatre espècies, totes endèmiques d'Austràlia.
- Austrammo harveyi, Platnick, 2002
- Austrammo hirsti, Platnick, 2002
- Austrammo monteithi, Platnick, 2002
- Austrammo rossi, Platnick, 2002